# Trachycephalus dibernardoi
Trachycephalus dibernardoi är en groddjursart som beskrevs av Axel Kwet och Solé 2008. Trachycephalus dibernardoi ingår i släktet Trachycephalus och familjen lövgrodor. IUCN kategoriserar arten globalt som livskraftig. Inga underarter finns listade i Catalogue of Life.